# 당귤나무
당귤나무(唐橘--)는 운향과의 과일 나무(상록 소교목)이다. 귤속의 잡종 재배식물로, 포멜로(C. maxima)와 감귤나무(C. reticulata) 간의 자연 교잡을 통해 생겨났다. 동남아시아가 기원인 것으로 추측되며, 열대 및 아열대 지역에서 널리 재배된다. 열매인 당귤(唐橘)은 오렌지(orange), 스위트오렌지(sweet orange) 등으로도 불리며, 과일로 먹는다. 블러드오렌지 등 과육이 붉은 품종도 존재한다.
다나카 체계 등에서는 식물학적 종(Citrus × sinensis (L.) Osbeck)으로 보거나 쓴귤의 아종(Citrus × aurantium subsp. sinensis (L.) Engl.)이나 변종(Citrus × aurantium var. sinensis L.) 등으로 보기도 한다.
중국에서는 최고 기원전 2,500년 전부터 재배된 것으로 여겨지며, 15세기 말과 16세기 초에 이탈리아와 포르투갈 상인들이 오렌지 나무를 지중해 지역에 소개했다. 1500년대 중순에 스페인인이 오렌지를 아메리카 대륙에로 소개했다.
줄기에 가시가 났으며, 잎은 달걀 모양이다. 여름에 흰 꽃이 하나씩 잎겨드랑이에서 피고 열매는 장과(漿果)로 10월에 익는다.

## 사진

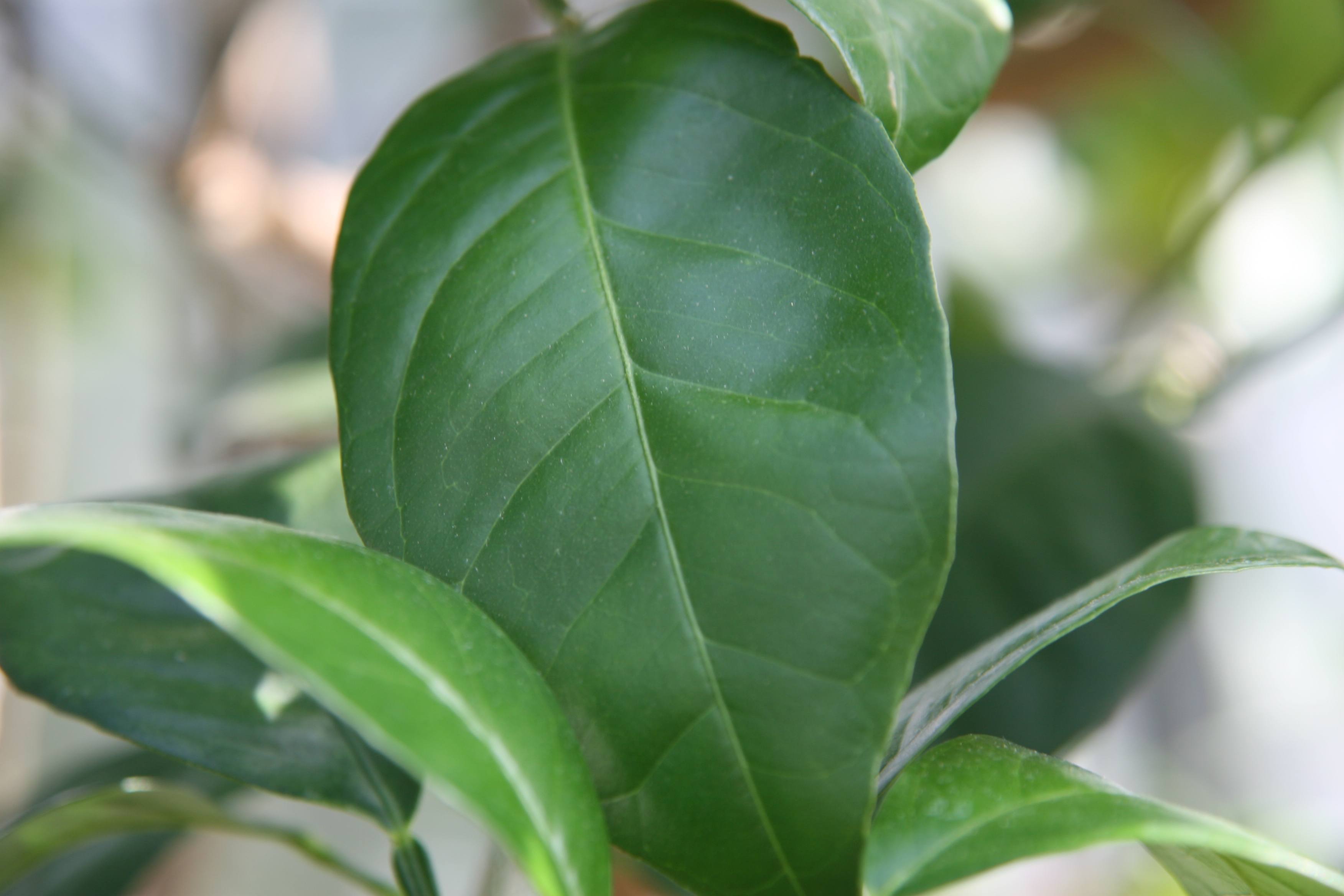
잎
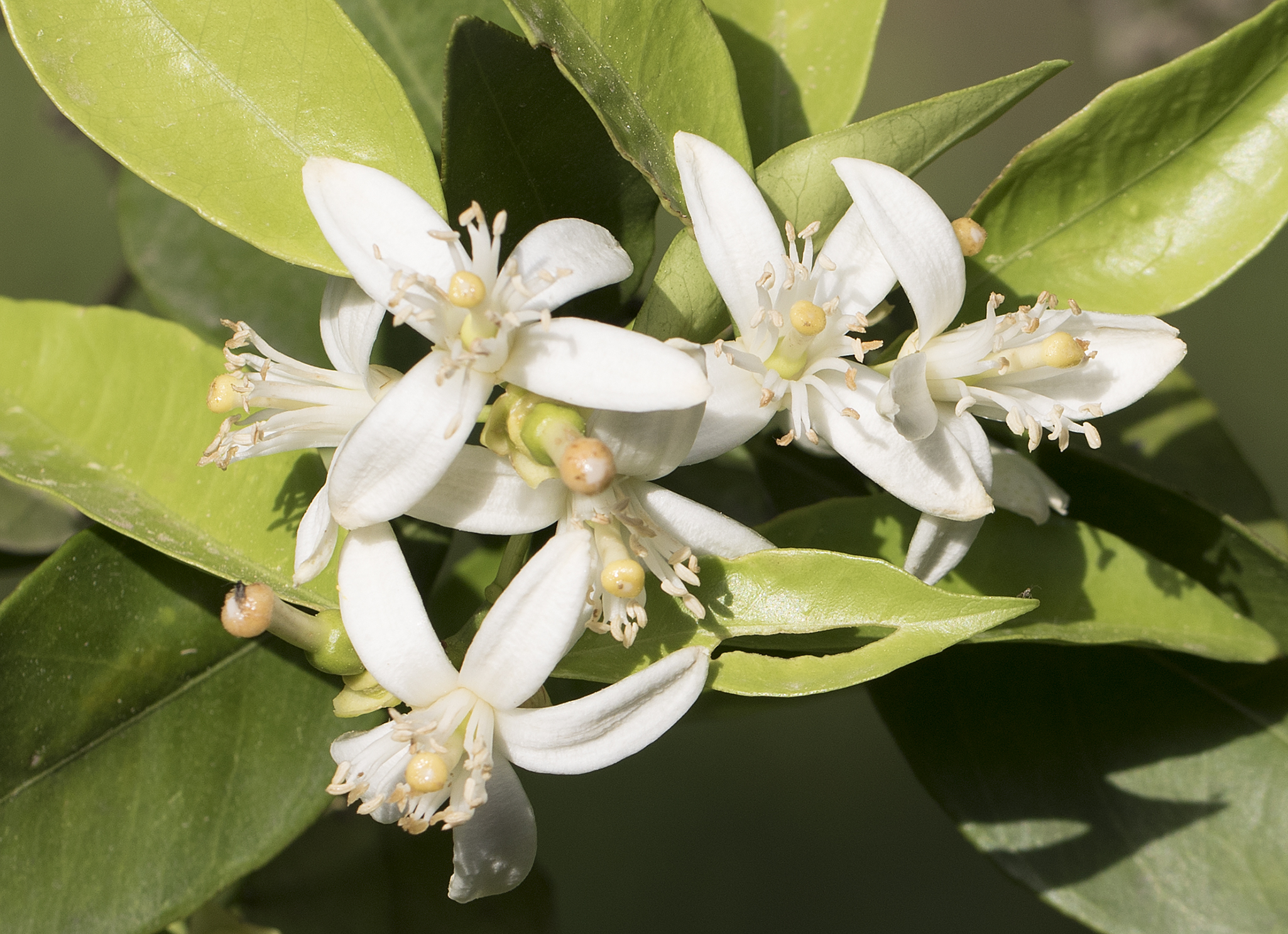
꽃
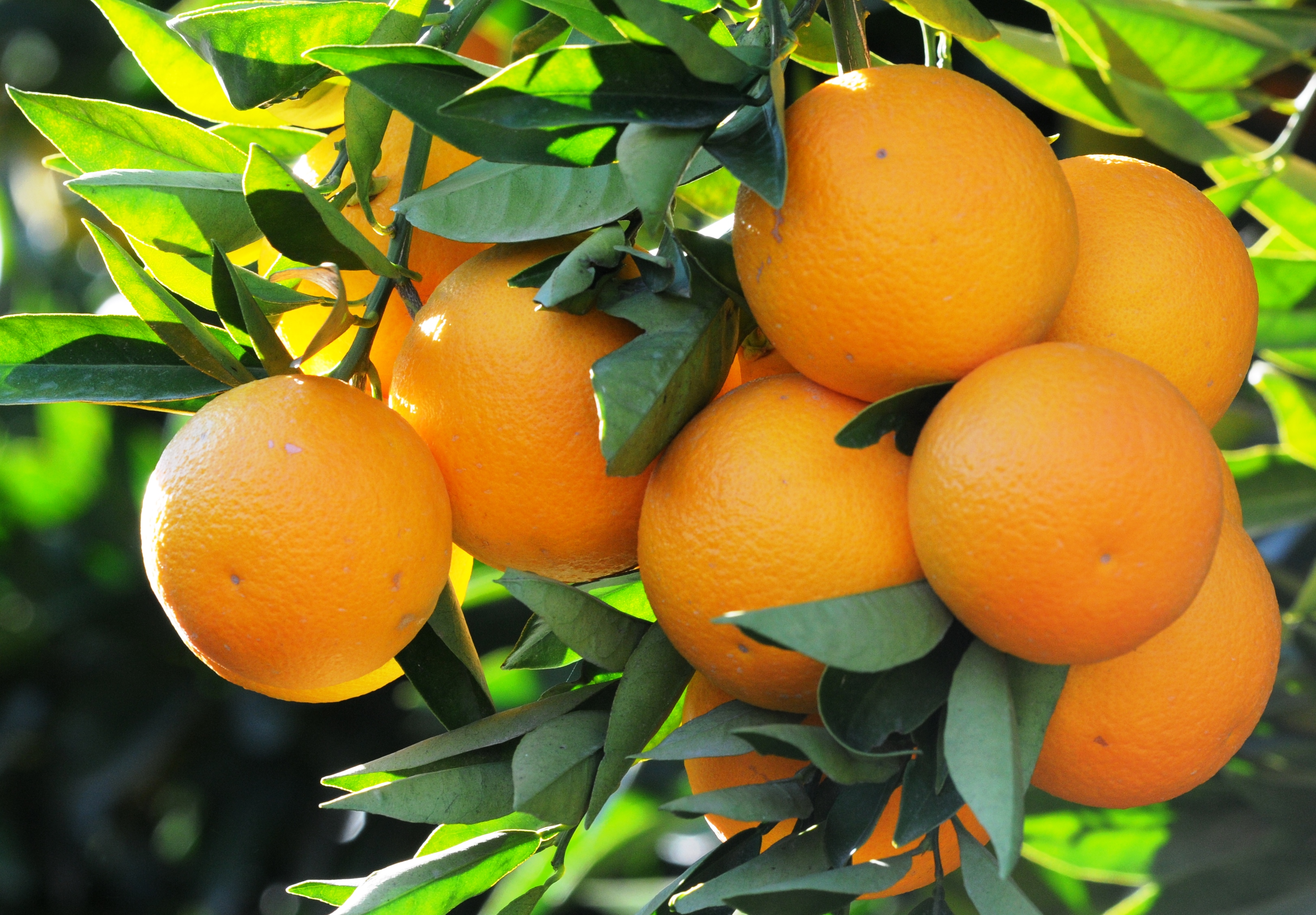
열매
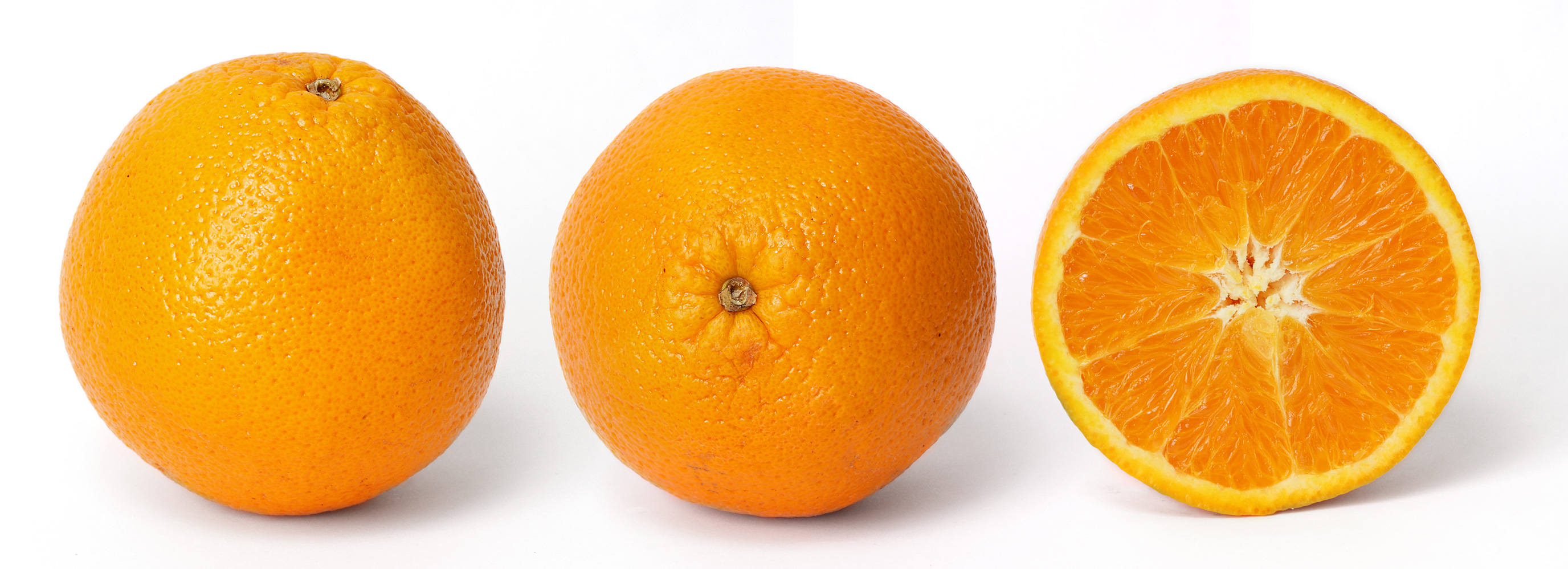
열매 단면
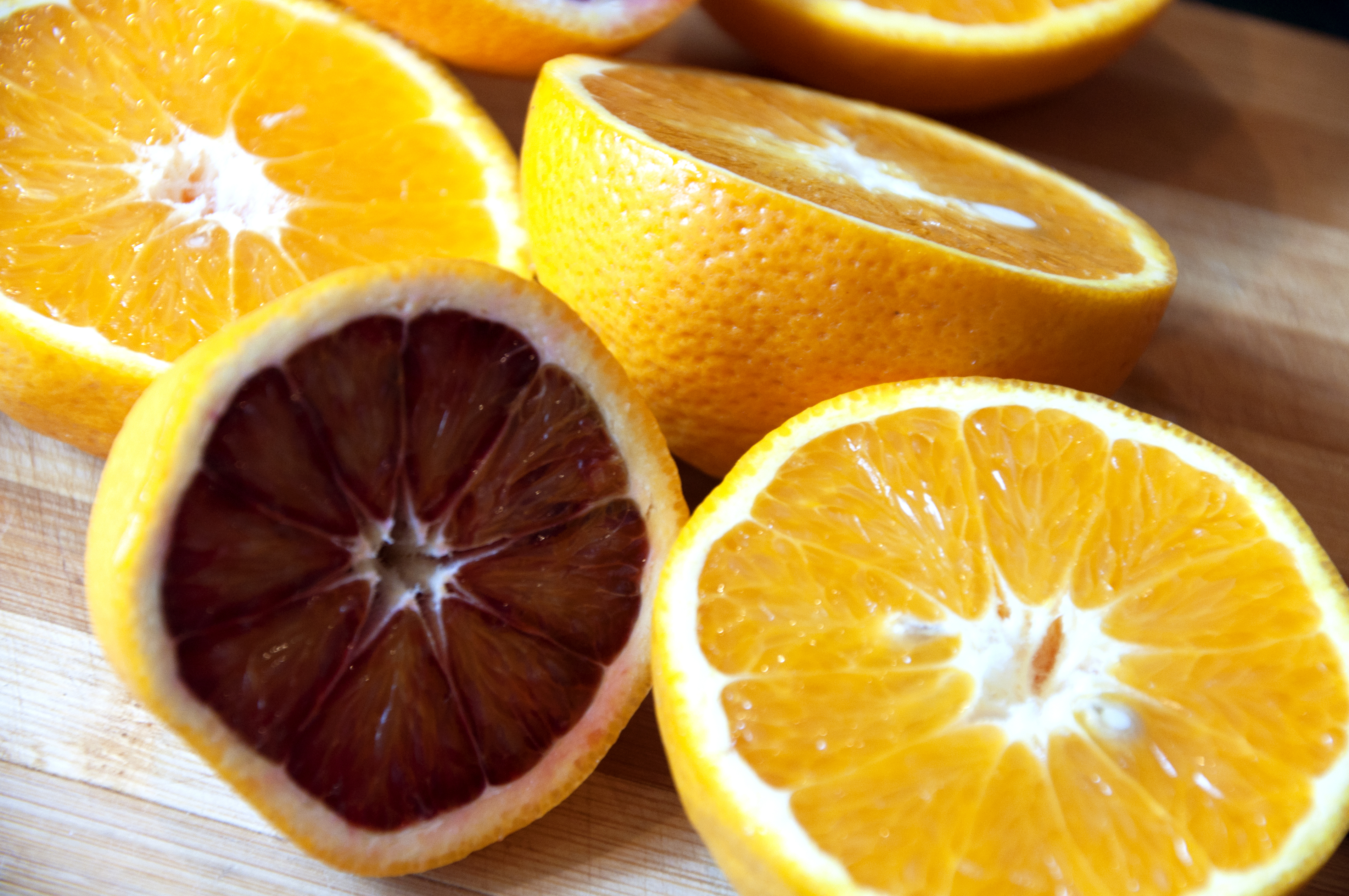
오렌지와 블러드오렌지